# Volker Kaske
Volker Kaske (* 6. September 1940 in Danzig; † 23. März 2018 in Lübeck) war ein deutscher Politiker und von 1970 bis 1998 Lübecker Senator.

## Leben
Volker Kaske wurde am 6. September 1940 in Danzig geboren. 1963 heiratete er Roswitha Kaske, geb. Rohde, mit der er zwei Söhne, Christian (geb. 1967) und Matthias (geb. 1969), hatte. 1945 musste er mit seiner Mutter und zwei Geschwistern aus Danzig flüchten. Das Flüchtlingsschiff wurde gegen Kriegsende versenkt, die Familie von einem Schiff der Kriegsmarine gerettet, das die Familie nach Dänemark brachte, wo sie bis 1948 interniert wurde. 1948 gelangte die Familie nach Lübeck, wo Kaskes Vater seit 1945 lebte und wo Kaske seine 1946 in der Internierung begonnene Schulausbildung 1956 abschloss. Er begann zunächst eine Ausbildung als Verwaltungsangestellter bei der Landesversicherungsanstalt und wechselte dann in die Ausbildung für den gehobenen Dienst, die er als Diplom-Verwaltungswirt abschloss.

## Politik
1958 trat Kaske in die Junge Union ein, wo er später das Amt des Kreisvorsitzenden und des Stellvertretenden Landesvorsitzenden übernahm. Bei der Kommunalwahl 1966, kurz nach Erreichen der damaligen Mindestaltersgrenze von 25 Jahren, wurde er in die Lübecker Bürgerschaft gewählt. 1970 wurde er erneut gewählt und übernahm zusätzlich das Amt eines ehrenamtlichen Senators für das Dezernat Öffentliche Einrichtungen, bis er 1974 als hauptamtlicher Senator für das Dezernat „Sozialwesen“ gewählt wurde und dafür die Mitgliedschaft in der Bürgerschaft aufgeben musste. Als hauptamtlicher Senator wurde Kaske dreimal für eine jeweils sechsjährige Amtszeit wiedergewählt. Im letzten Jahr seiner Amtszeit als Senator wechselte er das Dezernat und übernahm die Aufgabe „Zentrale Dienste“. Neben seiner Aufgabe als Senator war Kaske zudem Stellvertretender Bürgermeister und in diversen Funktionen der kommunalen Spitzenverbände auf Landes- und Bundesebene tätig.
Von 1972 bis 1978 war Kaske ehrenamtlich Kreisvorsitzender der CDU Lübeck, nachdem er zuvor bereits viele Jahre stellvertretender Kreisvorsitzender gewesen war.
Auf internationaler Ebene war Kaske ehrenamtlich tätig, so in der International Union of Local Authorities (IULA), als Vertreter der Europäischen Region des International Council on Social Welfare (ICSW) und als Präsident des Sozialausschusses des Rates der Gemeinden und Regionen Europas (RGRE).

## Ehrungen
- 1977: Freiherr vom Stein-Gedenkmedaille
- 1983: Verdienstnadel in Gold des Sozialverbandes VdK Schleswig-Holstein
- 1986: Verdienstkreuz am Bande des Verdienstordens der Bundesrepublik Deutschland
- 2008: Ehrenplakette des Deutschen Vereins für öffentliche und private Fürsorge

Ihm zu Ehren verleiht die Lübecker CDU alle zwei Jahre den Senator Volker Kaske Sozialpreis mit einem Preisgeld von 2500 Euro.

## Veröffentlichungen
(Auswahl)
- Die Gründung der CDU in der Hansestadt Lübeck – Der Aufbau demokratischer Strukturen, Konrad Adenauer-Stiftung e. V., St. Augustin/Berlin 2014, ISBN 978-3-95721-029-6
- 70 Jahre CDU Lübeck, Namen, Funktionen und Daten zur Parteiarbeit 1945–2015, Schmidt-Römhild KG Lübeck, 2015, ISBN 978-3-7950-5231-7